# CocoaVia
CocoaVia est un produit au chocolat produit par la division Mars Nutrition for Health & Well-Being du groupe Mars Incorporated.

## Produit
Le processus de production de CocoaVia est breveté mais il est connu que les flavonoïdes du cacao, les stéroïdes de la plante du soja sont combinés avec du calcium, des vitamines B9, B-6, B12, C et E ainsi que d'autres nutritients.
La ligne de produits CocoaVia a été introduite en 2003 aux États-Unis et inclut des barres (riz, avoine, soja) en chocolats couverts d'amandes et des barres chocolatées. Originellement disponibles uniquement en le commandant directement au producteur, les produits sont maintenant largement disponibles à travers les États-Unis dans les épiceries et magasins de distribution. Le produit a été introduit en France et en Belgique avec quatre variétés fin 2007 qui sont disponibles à l'achat uniquement en pharmacie,.
Mars Incorporated rapporte que CocoaVia a pris dix années de recherche et développement en plus de quinze années de recherche sur les flavonoïdes et le développement du processus breveté et propriétaire appelé Cocoapro qui assure que les flavonoïdes restent actives et ne sont pas détruites. Ce processus garantit que CocoaVia™ contient un niveau consistant de flavonoïdes de cacao (au minimum 100 mg. par service) avec une recommandation de consommation de deux services par jour. Ceci amène à la supposition que les bénéfices pour la santé contenus dans les flavonoïdes peuvent être conservés et produits avec succès dans un chocolat sain.
Chaque barre chocolatée est un service contenant : 
- 100 Kcalories
- 6 grammes de graisse
- un gramme de protéine
- douze grammes de glucide
- neuf grammes de sucre

Deux services quotidiens de produits CocoaVia représentent donc 200 kilo-calories et environ 35 % des besoins journaliers moyens d'un adulte en graisse saturée.